# 布亞摩國家公園

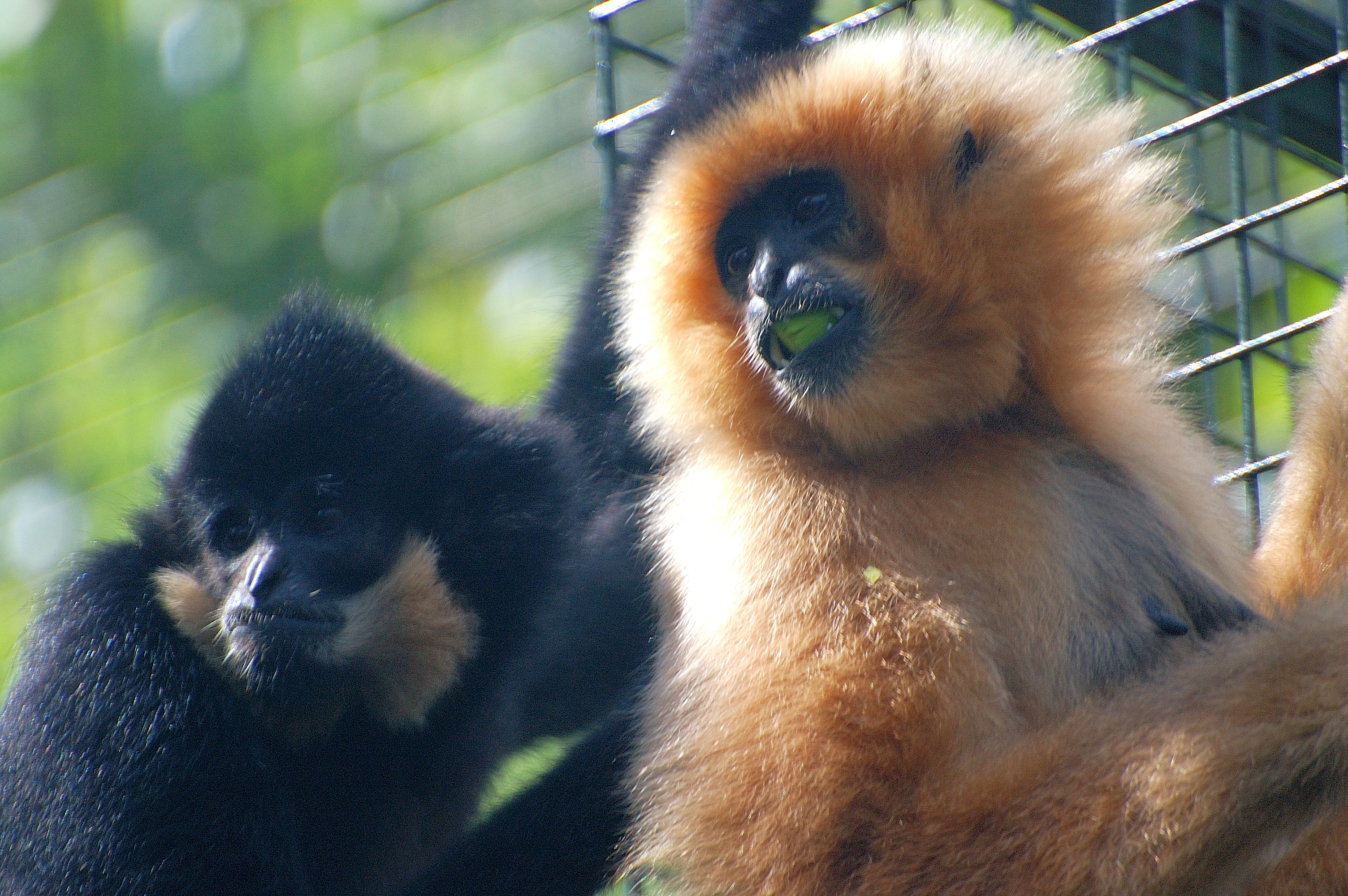

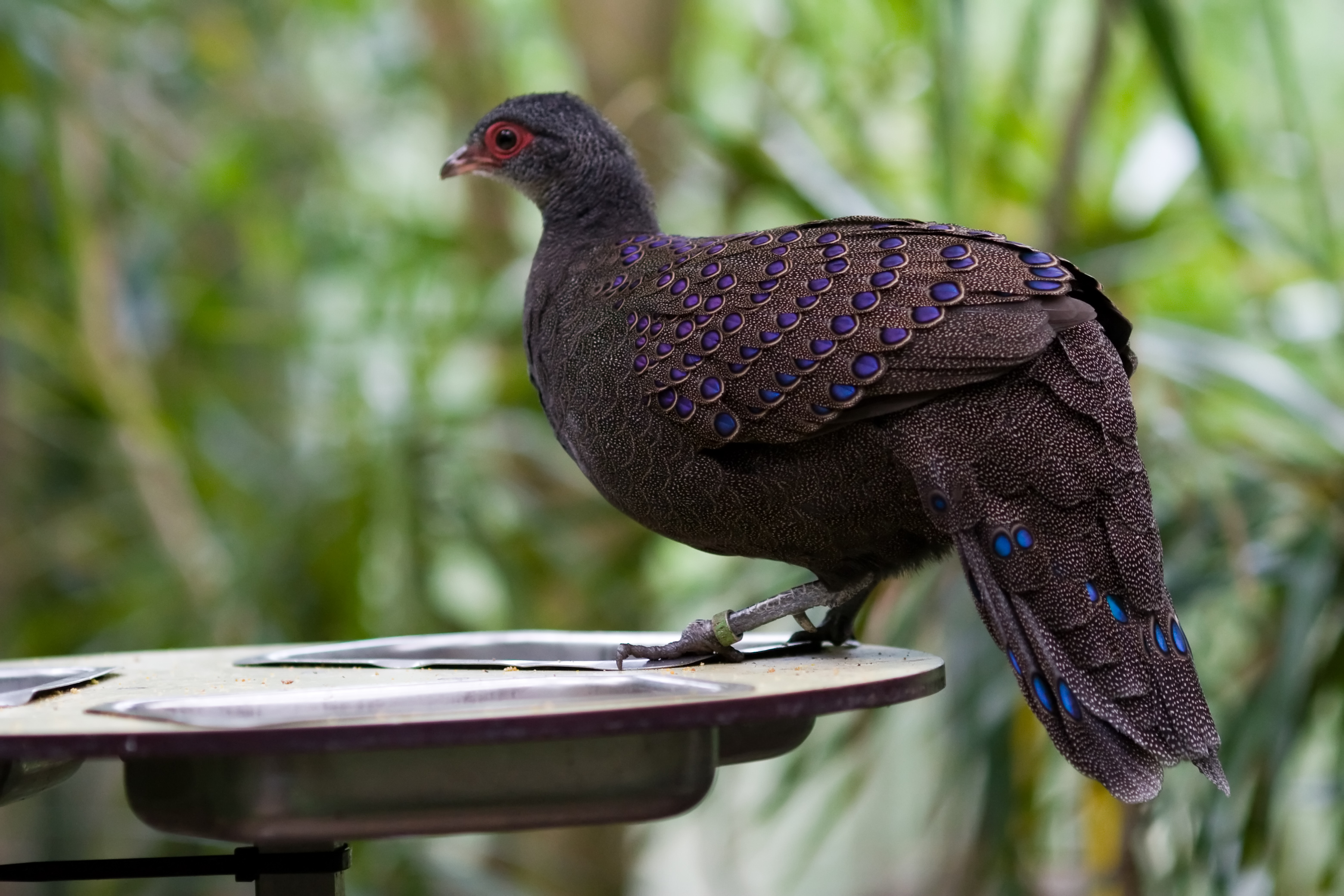

12°13′N 107°09′E / 12.217°N 107.150°E
布亞摩國家公園是越南的國家公園，位於該國東南部，處於同奈省，成立於2002年11月27曰，面積260平方公里，有紅頰黑猿、印度野牛等野生動物棲息。